# Przybówka
Przybówka – wieś w Polsce, położona w województwie podkarpackim, w powiecie krośnieńskim, w gminie Wojaszówka.
| SIMC    | Nazwa      | Rodzaj    |
| ------- | ---------- | --------- |
| 0362298 | Dół        | część wsi |
| 0362306 | Góra       | część wsi |
| 0362312 | Jerozolima | część wsi |
| 0362329 | Młyniska   | część wsi |
| 0362335 | Pole       | część wsi |
| 0362341 | Zagóra     | część wsi |

W latach 1975–1998 wieś administracyjnie należała do województwa krośnieńskiego.
Wieś jest siedzibą parafii Św. Kazimierza, należącej do dekanatu Frysztak, diecezji rzeszowskiej.
We wsi znajduje się przystanek kolejowy Przybówka
Urodzeni w Przybówce:
- Dominik Piękoś (1873-1912) – poeta ludowy i publicysta, autor poematu Z lat męczeństwa ludu[6].
- Władysław Warchoł (1895–1940) – podpułkownik piechoty Wojska Polskiego